# Thomas A. Klar
Thomas Arno Klar ist ein deutscher Physiker und Vorstand des Institutes für Angewandte Physik an der Johannes-Kepler-Universität in Linz.

## Leben
Nach dem Besuch des Apian-Gymnasiums in Ingolstadt studierte Klar von 1991 bis 1997 an der Ludwig-Maximilians-Universität München und der Universität Edinburgh Physik. Er schloss sein Studium im September 1997 als Diplom-Physiker ab. Klar arbeitete von 1997 bis 2001 in der Arbeitsgruppe von Stefan Hell am Max-Planck-Institut für biophysikalische Chemie in Göttingen und an der Universität Heidelberg, wo er 2001 promovierte. Er half dabei die Theorien von Stefan Hell und Jan Wichmann zu superauflösender Fluoreszenzmikroskopie experimentell zu bestätigen. 2007 habilitierte er in Experimentalphysik an der Ludwig-Maximilians-Universität München. Bis 2010 war er Professor an der Technischen Universität Ilmenau. Seit 2010 ist Thomas A. Klar Professor für Physik an der Johannes-Kepler-Universität in Linz sowie Leiter des Institutes für Angewandte Physik.